# Astyochia major
Astyochia major là một loài bướm đêm trong họ Geometridae.